# Limnebius parvulus
Limnebius parvulus är en skalbaggsart som först beskrevs av Herbst 1797.  Limnebius parvulus ingår i släktet Limnebius och familjen vattenbrynsbaggar. Arten är reproducerande i Sverige. Inga underarter finns listade i Catalogue of Life.